# Каталоги The Sims 2
Каталоги The Sims 2 (The Sims 2 Stuff Packs) — небольшие дополнения для компьютерной игры The Sims 2. Такие наборы были дешевле, чем полноценные «дополнения» (англ. Expansion Packs), но содержали по 60 единиц объектов — например, виртуальной одежды и мебели для игры. Некоторые из них были разработаны в сотрудничестве с известными компаниями — производителями одежды и мебели, как H&M и IKEA. За всё время поддержки The Sims 2 было выпущено девять каталогов.

## Каталоги
Всего для The Sims 2 было выпущено 9 каталогов.
| Название                                                                      | Дата выхода                                                  | Содержание |
| ----------------------------------------------------------------------------- | ------------------------------------------------------------ | --- |
| Для дома и семьи (англ. Family Fun Stuff)                                     | Windows: 13 апреля, 2006 года Mac OS X: 30 апреля, 2007 года | Каталог добавляет коллекцию предметов для детей в двух основных стилях: «Фантазия» и «Подводная одиссея». Для обстановки гостиной добавлены предметы по теме «Девятый вал». В каталог вошло несколько новых песен в стиле «Поп», исполняемых группой Barenaked Ladies (англ. Обнажённые дамы). |
| Гламурная жизнь (англ. Glamour Life Stuff)                                    | Windows: 31 августа, 2006 года Mac OS X: 1 июня, 2007 года   | Каталог добавляет коллекцию предметов на тему роскошных апартаментов. |
| Все для праздника (англ. Happy Holiday Stuff)                                 | Windows: 7 ноября, 2006 года Mac OS X: 4 сентября 2007 года  | Каталог добавляет коллекцию предметов на тему рождества, изначально её первая версия была выпущена в рамках ограниченного издания базовой The Sims 2. |
| Торжества! (англ. Celebration! Stuff)                                         | Windows: 3 апреля, 2007 года                                 | Каталог добавляет коллекцию объектов на тему свадьбы. |
| Стиль H&M (англ. H&M Fashion Stuff)                                           | Windows: 5 июня, 2007 года                                   | Каталог добавляет коллекцию модной одежды из коллекции H&M, также добавлены песни Джиббс (Джован Кампбелл), Кэкэ Палмер, Кевин Майкл и NLT в стиле «Поп» и «Хип-Хоп», а также три готовых магазина H&M.                                                                                        |
| Молодёжный Стиль (англ. Teen Style Stuff)                                     | Windows: November 5, 2007                                    | Каталог добавляет коллекцию тематических вещей для подростков в стиле «Готика», «Серфер», «Скейтер» и «Гламур». |
| Кухня и ванная. Дизайн интерьера (англ. Kitchen & Bath Interior Design Stuff) | Windows: 15 апреля, 2008 года                                | Каталог добавляет коллекцию модной одежды, предметов для кухни и ванной в двух стилях: «Романтика» и «Современный». Также каталог добавляет в игру латинскую музыку для радиостанции в стиле «Сальса».                                                                                         |
| Идеи от IKEA (англ. IKEA Home Stuff)                                          | Windows: 24 июня, 2008 года                                  | Каталог добавляет коллекцию одежды и декора от шведской компании IKEA. Он стал вторым каталогом, продукцию настоящей компании. |
| Сады и особняки (англ. Mansion & Garden Stuff)                                | Windows: 17 ноября, 2008 года                                | Каталог добавляет коллекцию растительности для сада и декоративные предметы для домов в трёх стилях: «Марокко», «Старый Голливуд» и «Вторая Империя». |

## Сотрудничество с брендами
Каталог H&M для The Sims 2 стал фактически первым в истории игровым программным обеспечением, посвящённым одежде, за 15 лет до того как продажа цифровой дизайнерской одежды в том числе и для компьютерных игр станет новым феноменом в модной индустрии. Принято считать, что The Sims 2 стоит у истоков истории цифровой фэшн культуры не только из-за сотрудничества с H&M, но из-за того, что игра привлекла множество дизайнеров-любителей, создававших к игре множество дизайнерских костюмов.
Вместе с каталогом H&M, в игру была добавлена цифровая копия летней коллекции одежды 2007 года. H&M также организовала конкурс The Sims 2 H & M Fashion Runway, где игроки могли присылать на специальный сайт Fashionrunway свой пользовательский контент одежды, лучшая из которых показывалась на виртуальном шоу, на официальном сайте H&M. Затем, после голосования интернет-пользователями, самый лучший предмет воссоздавался в реальности и становился частью новой коллекции H&M, который затем продавался в 1000 магазинах по всему миру. Финалистом стал Бо Формиллос без дизайнерского образования, создавший мини-юбку. Итоги подводили дизайнеры из Стокгольма.
Каталог «Идеи от IKEA» создавался в результате сотрудничества бренда IKEA. В игру были добавлены копии реальных и самых популярных товаров магазина мебели. По состоянию на 2020 год, данное расширение рассматривалось, как по-прежнему один из немногих положительных примеров рекламной интеграции, встретивший добрую реакцию у игровой аудитории.

## Восприятие
Редакция игрового сайта Keengamer составила рейтинг лучших и худших игровых наборов, худшим набором был признан «Все для праздника» из-за специфичности её темы, на восьмом месте расположились «Сады и особняки», редакция заметила, что игровой набор предлагает отличные инструменты по созданию особняков, но малопригоден для стандартных участков. На шестое место был поставлен набор «Гламурная жизнь», который предлагает впечатляющую коллекцию фешенебельной мебели и красивых костюмов, однако эта мебель остаётся слишком дорогой и недоступной для тех, кто играет без чит-кодов. На пятом месте разместился каталог «Торжества», на пятом месте — «Стиль H&M», несмотря на впечатляющую коллекцию одежды, каталог поместили на пятое место из-за отсутствия коллекции мебели, на четвёртом месте расположились «Кухня и ванная. Дизайн интерьера», редакция назвала этот каталог обязательным для любителей модных интерьеров, учитывая, что The Sims 2 слабо впечатляет своей коллекцией предметов для ванных и кухни, на третьем месте была размещена «Идеи от IKEA», редакция назвала этот набор просто обязательным для любителей стального и недорогого интерьера, на втором месте поставили «Для дома и семьи» за предоставление возможности оформлять детские комнаты и на первом месте разместился «Молодёжный Стиль» за разнообразные и смелые модные стили для подростков